# مايا كوباياشي
مايا كوباياشي (باليابانية: 小林麻耶؛ بالكانا: こばやし まや) هي مذيعة ‏ يابانية، ولدت في 12 يوليو 1979 في أوجيا في اليابان.